# Ривердејл (Џорџија)
Ривердејл (Џорџија) (енгл. Riverdale) град је у америчкој савезној држави Џорџија. По попису становништва из 2010. у њему је живело 15.134 становника.

## Демографија
Према попису становништва из 2010. у граду је живело 15.134 становника, што је 2.656 (21,3%) становника више него 2000. године.
| Група             | 2000.         | 2010.          |
| Белци             | 2.298 (18,4%) | 918 (6,1%)     |
| Афроамериканци    | 8.413 (67,4%) | 12.112 (80,0%) |
| Азијати           | 965 (7,7%)    | 1.027 (6,8%)   |
| Хиспаноамериканци | 600 (4,8%)    | 905 (6,0%)     |
| Укупно            | 12.478        | 15.134         |